# Asellus aquaticus ssp. cavernicolus
Asellus aquaticus ssp. cavernicolus је подврста животињске врсте Asellus aquaticus, класе Crustacea, која припада реду Isopoda. 

## Угроженост
Ова врста се сматра рањивом у погледу угрожености врсте од изумирања.

## Распрострањење
Врста је присутна у следећим државама: Италија и Словенија.

## Станиште
Станиште врсте су слатководна подручја. 